# Bibertrundweg
Der Bibertrundweg (FAV 057) ist ein Rundwanderweg von Dietenhofen nach Münchzell und Unternbibert in Mittelfranken. Er ist 30 km lang und führt durch das namensgebende Bibert-Tal im Rangau. Der Weg verläuft im Naturpark Frankenhöhe.
Markiert wird der Verlauf mit dem Wegzeichen „grüner Ring auf weißem Grund“.
Von Dietenhofen führt der Weg flussabwärts auf der alten Strecke der Bibertbahn nach Lentersdorf und Münchzell. Zurück geht es auf dem Bergrücken zwischen Bibert und Mettlachbach nach Haunoldshofen und weiter nach Rosenberg oberhalb von Rügland. Nach Unternbibert, dem alten Endpunkt der Bibertbahn, geht es auf der ehemaligen Bahnstrecke wieder flussabwärts nach Frickendorf und Leonrod bis zum Ausgangspunkt in Dietenhofen.

## Streckenverlauf
- Dietenhofen
- Lentersdorf
- Münchzell
- Haunoldshofen
- Rosenberg
- Unternbibert
- Frickendorf
- Andorf
- Leonrod
- Dietenhofen